# Zión Moreno
Zión Moreno, född 23 februari 1995 i El Paso i Texas, är en mexikansk-amerikansk skådespelerska och fotomodell. Hon är inom TV-branschen mest känd för sina insatser i Netflix-serien Control Z och HBO Max-rebooten på TV-serien Gossip Girl. Hon har också varit med i filmen K-12 från 2019.
Zión Moreno föddes i El Paso i sydvästra Texas. Hon växte upp i staden Albuquerque i granndelstaten New Mexico med sina mexikanska föräldrar och två syskon. Hon föddes som man, men kallar sig sedan tretton års ålder transkvinna.

## Filmografi
- 2012 – K-12
- 2020 – Control Z (TV-serie)
- 2021–2023 – Gossip Girl (TV-serie)
- 2021–2022 – Claws (TV-serie)
- 2024 – Prom Dates